# Kumari Cave

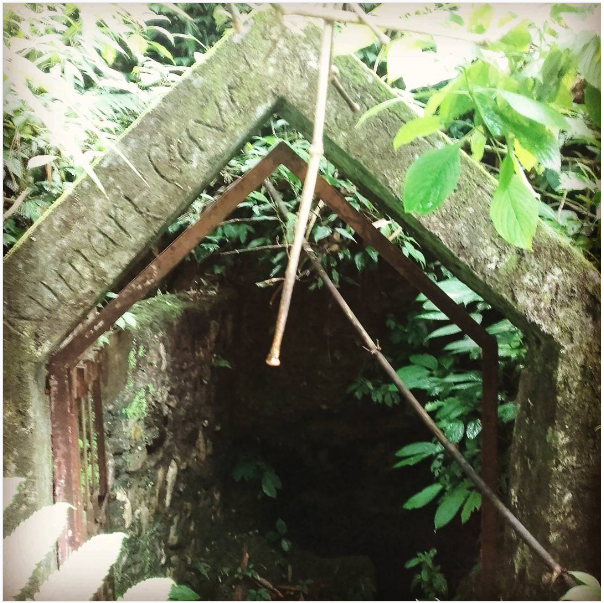
Der Haupteingang der Höhle, August 2016

Die Höhle Kumari Cave, auch Crazy Cave genannt, gehört zu einem Höhlensystem in Nepal, das sich nördlich von Pokhara in der Nähe des Dorfes Armala auf etwa 900 m Höhe befindet.

## Beschreibung
Die Kalksteinhöhle ist etwa 150 Meter lang, 25 Fuß (etwas weniger als 8 Meter) hoch und besteht aus 7 Kammern. Durch ihre U-förmige Ausdehnung wirkt sie fast doppelt so lang. Drei Eingänge führen in die Höhle, wobei mit wenig Erfolg versucht wurde, den größten der Eingänge zuzumauern. Eine Meditationskammer mit einem durch Tropfsteine natürlich entstandenen Altar befindet sich am hintersten Ende der Höhle. Diese wurde erst im September 2009 wiederentdeckt. In unmittelbarer Nähe befinden sich weitere Höhlen, bspw. Mahendra Cave und Bat Cave.

## Legende
Die Crazy Cave (engl. für verrückte Höhle) hat laut Erzählungen ihren Namen dadurch erlangt, dass jeder, der die Höhle betritt, anfange bestimmte Dinge wahrzunehmen, z. B. Flüstern, sich bewegende Schatten oder Augen in der Dunkelheit, und jeder, der länger in der Höhle verweile, verrückt würde. Durch diese Eigenschaft der Höhle wurde sie beliebt für Meditationen und spirituelle Erfahrungen. Die hinterste Kammer wurde als Meditationsraum verwendet und mit einer Vielzahl spiritueller Gegenstände versehen.

## Nachforschungen
Im Frühling 2016 führte der Abenteurer und Schatzjäger Rob Schmidt eine Expedition zu der Höhle, um sie genauer zu untersuchen. Die Untersuchungen ergaben, dass die Eigenheiten der Höhle durch ihre Beschaffenheit entstehen. Die Höhle hat eine hohe Konzentration von Kristallen in den Wänden und dem Boden. Wenn man ein Licht, z. B. das einer Taschenlampe oder einer Fackel, über die Wände gleiten lässt, wird es so zurückgeworfen, dass es zusammen mit der hohen Fledermauspopulation der Höhle eine Vielzahl von sich bewegenden Schatten wirft. Des Weiteren hat die Höhle drei Eingänge: den Haupteingang im Norden, den Eingang durch die Decke im Nordwesten und den größten Eingang im Osten. Wenn nun durch die Eingänge ein Windstoß weht, hört es sich in der Höhle an als würde jemand flüstern. So haben die Phänomene alle eine Erklärung.
In der Meditations-Kammer der Höhle wurden einige rituelle Artefakte gefunden.

## Tourismus
Der Touristenführer am Ort, Buland Basnet, gab an, dass etwa zwanzig Touristen täglich die Höhle besichtigen. Jedoch war die Höhle bis 2016 den meisten Touristenführern in der nächstgelegenen Stadt Pokhara unbekannt.